# Farrah Franklin
Farrah Destiny Franklin (* 3. Mai 1981 in Fresno, Kalifornien) ist eine  US-amerikanische R&B-Sängerin und Schauspielerin.

## Leben
Im Jahr 2000 trat Farrah der R&B-Girlgroup Destiny’s Child bei. Sie und Michelle Williams wurden in dem Musikvideo Say My Name vorgestellt. Sie ersetzten die ursprünglichen Mitglieder LeToya Luckett und LaTavia Roberson. Des Weiteren erscheint Farrah in dem Musikvideo Jumpin’ Jumpin’. Fünf Monate nach dem Einstieg bei Destiny’s Child stieg Farrah wieder aus. Im Jahr 2005 startete sie eine Solokarriere. Ihr bisher einziges Studioalbum veröffentlichte sie 2007 unter ihrem eigenen Namen Farrah Franklin.
Neben ihrer Karriere als Sängerin spielte die Künstlerin auch in Filmen wie Trippin und The Brewster Project mit.

## Diskografie

### Alben
- 2007: Farrah Franklin

### Songs

#### Solo
- Get at Me (feat. Method Man)
- Hurry Please
- Extraordinary Love
- Candy Girl (feat. Erin Bria)

#### Mit Destiny’s Child
- Independent Women Part I
- Dance with Me
- Jumpin’ Jumpin’ (Azza’s Remix)
- Jumpin’ Jumpin’ (WNBA Version)

## Filmografie
- 1999: Trippin’
- 2004: The Brewster Project
- 2006: All of Us (Fernsehserie, eine Folge)
- 2008: Tamales and Gumbo
- 2008: Unemployed
- 2009: Single Black Female
- 2011: The Preacher’s Family